# Олуволе
Олуволе (англ. Oluwole) — Оба (король) Лагоса с 1837 по 1841 год. Его отцом был Оба Адель.

## Соперничество с Косоко
Соперничество Обы Олуволе и принца Косоко, по мнению историков, берёт начало в соперничестве перед отцом; каждый из братьев пытался заполучить трон. Тем не менее Олуволе, как старший сын, стал королём. Сразу же он изгнал любимую сестру Косоко, Опо Олу, из Лагоса, даже после того, как шаманы сочли её невиновной в колдовстве. Последовавшее затем вооружённое восстание под предводительством Косоко, известное как Огун Эве Коко («листья кокосовой войны»), было подавлено, а Косоко изгнан. Командующий армией Лагоса Йесуфу Баду по приказу короля отбил и ограбил лагерь сторонников принца, лишив его тем самым средств к существованию.

## Смерть
Олуволе погиб в 1841 году, когда молния ударила в трон и убила сидевшего на нём короля. Тело Олуволе было разорвано на куски и опознано только по королевским бусам, украшавшим его тело.
Его наследником должен был стать Косоко, но поскольку его местонахождение было неизвестным, королём стал Акитое, младший брат Осинлокуна и Аделя Ажосуна, дядя Косоко.